# Ioan de Patmos

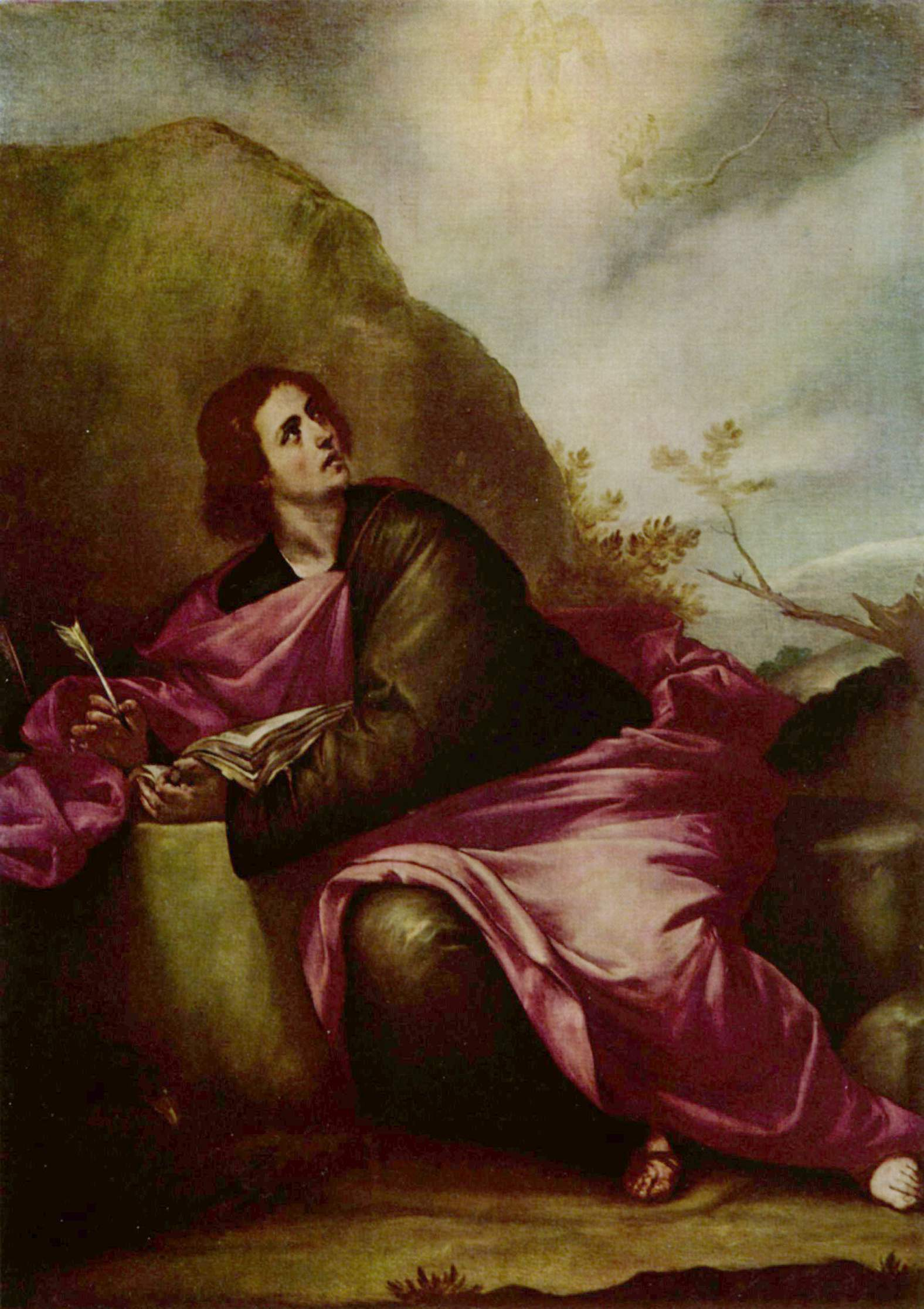
Ioan de Patmos, pictură de Alonso Cano (cca. 1640)

Sfântul Ioan de Patmos este numele autorului Apocalipsei. Potrivit textului biblic, autorul se numea Ioan și trăia pe insula grecească Patmos. Mulți consideră că Ioan se afla pe insulă în exil. El se mai numește și Ioan Teologul și nu se știe dacă era apostol. El a mai fost numit și Divinul Ioan, Vulturul de Patmos și Ioan Văzătorul. 
Conform istoricilor moderni, nu este aceeași persoană cu Ioan Evanghelistul și cu apostolul Ioan:
„Deși tradițiile antice îi atribuie Apostolului Ioan cea de-a patra evanghelie, Apocalipsa și cele trei Epistole ale lui Ioan, cercetătorii moderni cred că el nu a scris niciunul din aceste texte.”—Stephen L. Harris, Understanding the Bible